# سامبا (فیلم ۲۰۱۴)
«سامبا» (انگلیسی: Samba) فیلمی در ژانر کمدی به کارگردانی مشترک اولیویه نکاش و اریک تولدانو است که در سال ۲۰۱۴ منتشر شد. از بازیگران آن می‌توان به شارلوت گنزبور، عمر سی، و طاهر رحیم اشاره کرد. این دومین همکاری کارگردانان این فیلم و عمر سی بعد از فیلم دست‌نیافتنی‌ها است. این فیلم برای اولین بار در تاریخ ۱۴ سپتامبر ۲۰۱۴ در جشنواره فیلم تورنتو به نمایش در آمد و متعاقب آن در اکتبر ۲۰۱۴ در فرانسه اکران شد.

## داستان
سامبا سیسه که از سنگال به فرانسه مهاجرت کرده در هتلی به عنوان کارگر ظرفشویی مشغول کار است. یک اشتباه اداری باعث بازداشت او شده و در نهایت به او گفته می‌شود که مجبور به ترک فرانسه است. او به کمک افسر اداره مهاجرت برای ماندن در فرانسه مبارزه‌ای را آغاز می‌کند.

## بازیگران
- عمر سی
- طاهر رحیم
- شارلوت گنزبور
- هلن وینسنت
- عادل بن‌شریف
- کاترین داونیه
- کریستین میله
- اریک تولدانو
- ایساکا ساوادوگو
- ایزیا
- لیا کبده
- اولیویه نکاش